# شکوه (آلبوم محمد اصفهانی)
شِکوه - Shekveh نام چهاردهمین آلبوم محمد اصفهانی است که در شامگاه ۱۱ خرداد ۱۳۹۳ در برج میلاد، همزمان با بیست و پنجمین سالگرد وفات روح‌الله خمینی رونمایی شد. در این آلبوم ۵ قطعه غزل موجود است.
این مجموعه حاوی دو دیسک صوتی و تصویری است که شامل پنج ترک صوتی و چهار ترک تصویری می‌باشد. ترک‌های تصویری در حقیقت کلیپ‌هایی هستند که بر آثار صوتی ساخته شده‌اند؛ بنا بر این یکی از قطعات با نام «ابر» فاقد کلیپ است. این مجموعه به سفارش؛ ساخته شده و از سبک آلبوم‌های پاپ مانند بی واژه و برکت و … نیست و حاوی مضامین انتقادی و اجتماعی است.

## فهرست قطعات[۵]
قاب
- ترانه: عبدالجبار کاکایی
- آهنگساز: علیرضا کهن‌دیری

دیدار
- ترانه: روح‌الله خمینی
- آهنگساز: مجید اخشابی

سراب
- ترانه: سید حسن حسینی
- آهنگساز: علیرضا کهن‌دیری

ابر
- ترانه: مشفق کاشانی
- آهنگساز: مجید اخشابی

ماهیا
- ترانه: علیرضا قزوه
- آهنگساز: پدرام کشتکار
- باتشکر از بهروز صفاریان

## جایزه بهترین خواننده برای آلبوم شکوه
در مراسم اختتامیه سی و یکمین جشنواره موسیقی فجر با اعلام سالار عقیلی، جایزه بهترین خواننده موسیقی پاپ ایران به محمد اصفهانی اهدا شد. بعد از دریافت جایزه باربد از دست سالار عقیلی گفت: از تمام کسانی که در باز کردن راه باریکی که میان مردم باز کردم ممنونم از استاد ملک محمود مسعودی از استاد علی جهاندار که ردیف را پیش او آموختم و از دو اسطوره خودم یعنی حسین خواجه امیری و محمد رضا شجریان تشکر می‌کنم.